# Ai là người Do Thái?

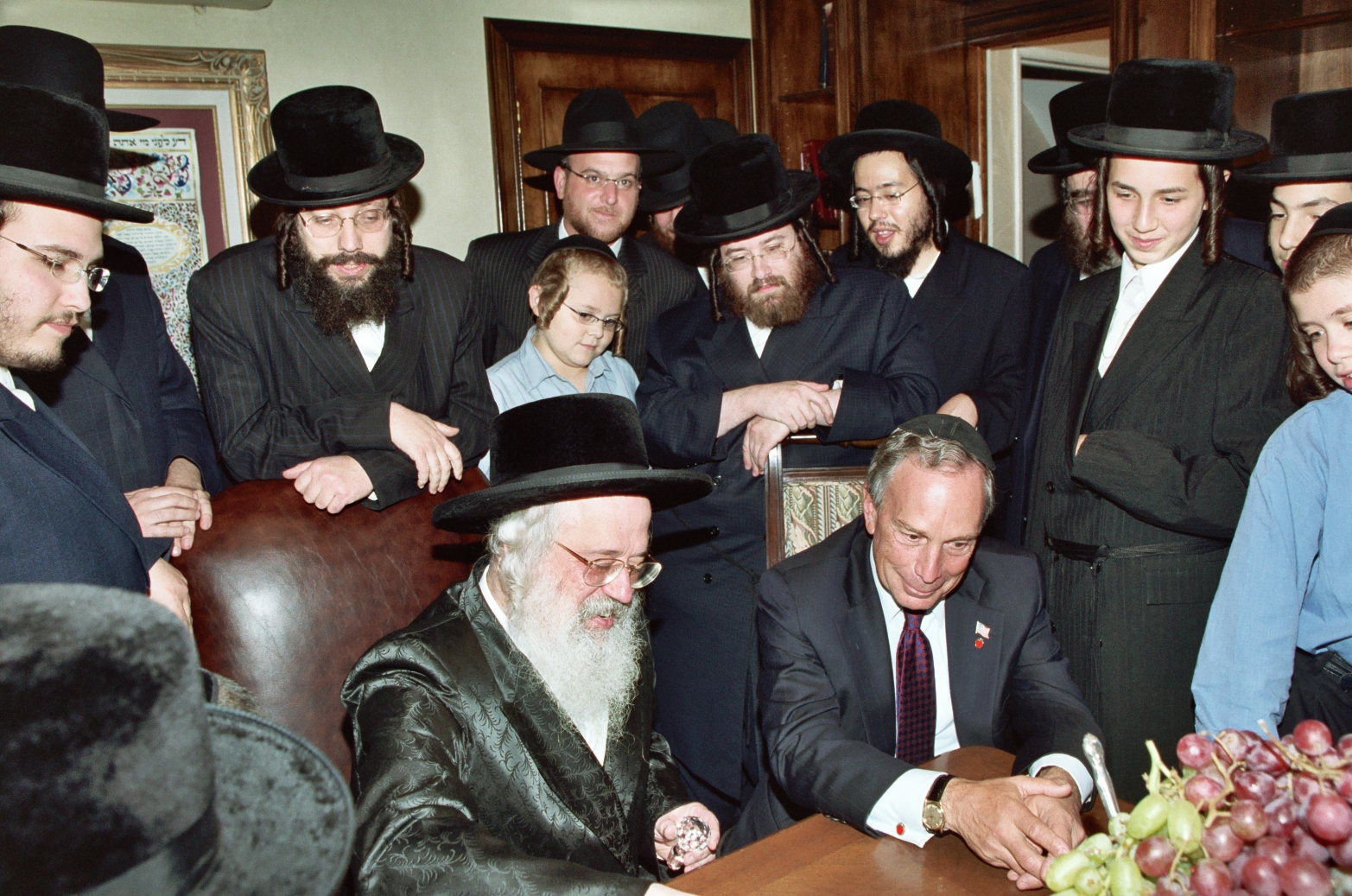
Người Do Thái thuộc phái Hasidic.

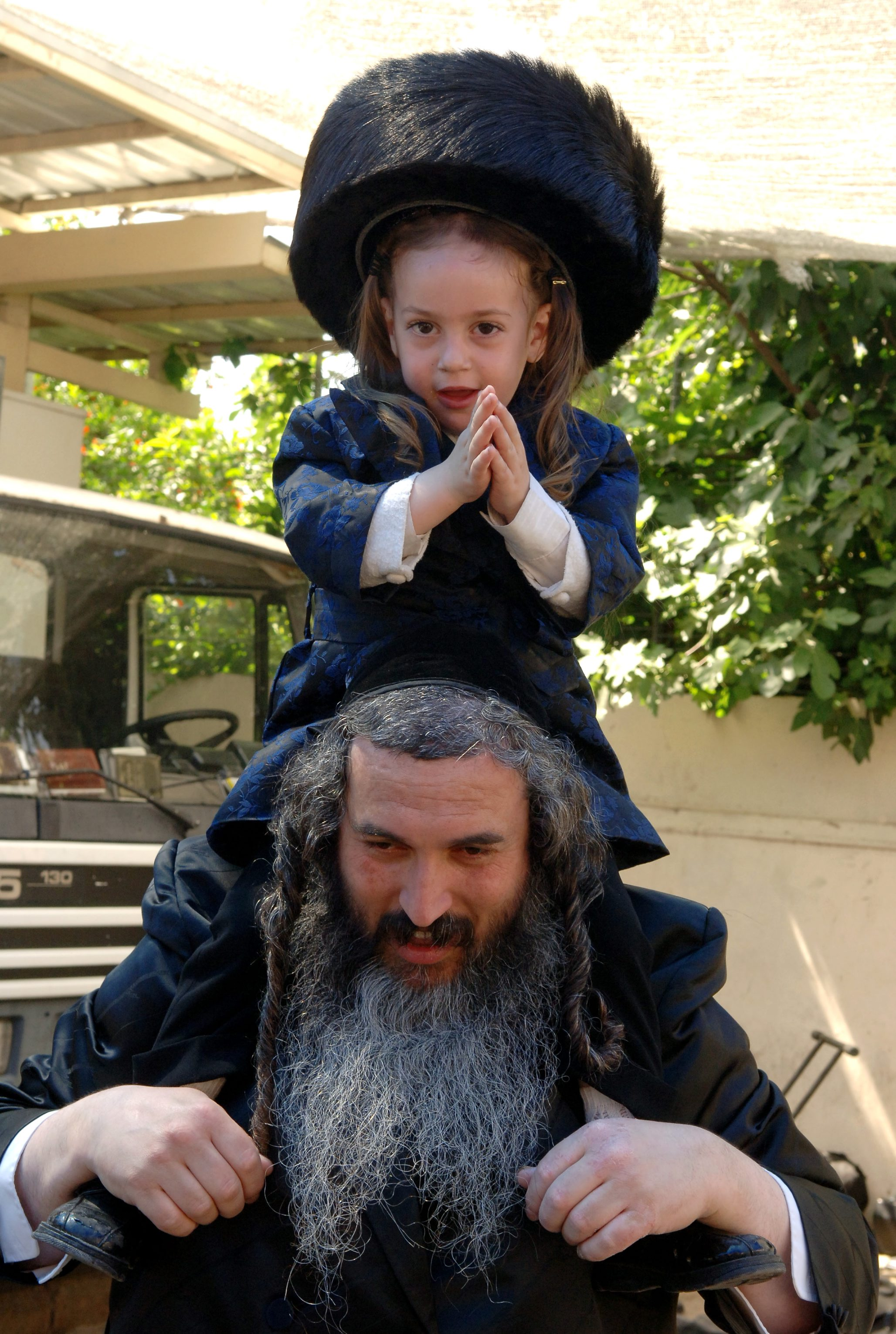
Người Do Thái cõng con gái nhảy múa trong Lễ Đốt Lửa Lag BaOmer.

"Ai là người Do Thái?" (tiếng Hebrew: מיהו יהודי, tiếng Anh: Who is a Jew?, tiếng Nga: Негалахические евреи) là một câu hỏi cơ bản về bản sắc Do Thái và sự xem xét tự xác định căn tính Do Thái. Câu hỏi "Ai là người Do Thái?" cơ bản là dựa trên ý tưởng để xác định ai là người Do Thái liên quan đến văn hóa, tôn giáo, gia phả học, và gia đình.
Các tiêu chuẩn hay định nghĩa để xác định ai là người Do Thái thay đổi dựa theo nhiều yếu tố như: 
- Luật pháp tôn giáo
- Tự xác định bản sắc dân tộc của cá nhân.
- Tiêu chuẩn và định nghĩa để xác định ai là người Do Thái dựa vào quan điểm của người dân ngoại (người ngoại đạo, người không phải do thái) hay nền văn hóa khác và những lý do khác.

Bản sắc Do Thái bao gồm các đặc điểm của một dân tộc, một tôn giáo, và việc cải đạo chuyển đổi tôn giáo. Bản sắc của người Do Thái cũng thường được xác định qua sắc tộc. Các cuộc thăm dò khảo sát dư luận gần đây đã cho thấy phần lớn đa số người Do Thái coi bản sắc Do Thái chủ yếu là liên quan đến dòng dõi gốc gác tổ tiên, dòng máu huyết thống, và văn hoá chứ không phải là tôn giáo. Người Do Thái Ashkenazi là nhóm dân tộc Do Thái phổ biến nhất. Dân tộc Ashkenazi đã từng là chủ đề của nhiều viện nghiên cứu về gia phả và đã được phát hiện thấy là người Ashkenazi là một nhóm dân tộc khác biệt và đồng nhất.
Dựa vào định nghĩa đơn giản nhất để xác định ai là người Do Thái được sử dụng bởi chính người Do Thái, một người sinh ra là người Do Thái, hoặc một người cải đạo sang Do Thái giáo.

## Xác định ai là người Do Thái dựa trên nền tảng luật pháp Do Thái giáo
Theo luật pháp Do Thái giáo: 
- Một người Do Thái là bất cứ ai được sinh ra bởi một người mẹ Do Thái.
- Một người Do Thái là người chuyển đổi tôn giáo để theo Do Thái giáo.[5][6][7][8][9]

## Người Israel và Người Do Thái
Mặc dù đất nước Israel được thành lập như là một Quốc gia Do Thái, tuy nhiên không phải tất cả người Israel là người Do Thái. Theo thống kê dân số của nhà nước Israel năm 2004, thì khoảng 23.7 % tổng dân số người Israel không phải là người Do Thái.

## Cách để nhận biết Người Do Thái qua vẻ bề ngoài
Người Do Thái không phải là một chủng tộc cho nên không có đặc điểm chung nào để nhận dạng.. Chỉ có thể nhận dạng ra người Do Thái thông qua trang phục tôn giáo như: Mũ Sợ Chúa, Mũ Nồi Lông, và kiểu Tóc Do Thái đặc trưng.